# Occultic;Nine
Occultic;Nine (オカルティック・ナイン Okarutikku Nain) es una serie de novelas ligeras escritas por Chiyomaru Shikura, el creador de Steins;Gate. Un manga, ilustrado por Ganjii, comenzó su serialización en octubre de 2015. Una adaptación a anime por A-1 Pictures se emitió entre el 9 de octubre y el 25 de diciembre de 2016.

## Personajes
Yūta Gamon (我聞 悠太 Gamon Yuuta?)
 Seiyū: Yūki Kaji
Un chico de instituto quién dirige un blog de ocultismo llamado Descontrol y se considera a sí mismo el "Dios nini". Él es la persona que descubre el cadáver del profesor Hashigami y en el momento en el cual lo encuentra, una extraña voz le dice que le arranque la muela inferior en la que hay una llave la cual sirve para algo pero él no sabe (después se descubre que era para la pistola de radio frecuencia que estaba en manos de Ryotas). Es una de las víctimas del caso 256.
Ryōka Narusawa  (成沢 稜歌 Narusawa Ryouka?)
 Seiyū: Ayane Sakura
Una guía espiritual con pechos enormes. Ella conoce a Gamon en un parque que al verlo lo sorprende lanzándose desde la resbaladilla y dándole una descarga eléctrica con una pistola de radio frecuencia. Más adelante se descubre que ella era poseída por el cuerpo astral de su ante pasada Aveline Tesla la cual es la que ayudó a Gamon en varias ocasiones por medio de la radio de frecuencia magnéticas de onda corta del mismo.
Sarai Hashigami (橋上 サライ  Hashigami Sarai?)
 Seiyū: Kaito Ishikawa
Un ultra-realista estudiante universitario de primer año. Es el hijo del profesor Hashigami, el ve al mundo espiritual como algo inexistente que solo sirve como una adoración estúpida. Es muy bueno descifrando códigos binarios como se muestra varias veces en la serie. También murió en el casó 256.
Miyū Aikawa  (相川 実優羽  Aikawa Miyuu?)
 Seiyū: Hitomi Yoshida
Un adivinadora moe y estudiante de primer año de instituto. Ella junto a Gamon y Ryotas son parte del grupo Descontrol existente gracias a Gamon que le dijo que se uniera solo para poder hacer una sección en donde ella hiciera predicciones. Al igual que los demás, falleció en el caso 256.
Tōko Sumikaze  (澄風 桐子  Sumikaze Touko?)
 Seiyū: Shizuka Itō
Una reportera para la revista de ocultismo Mumū. Ella junto a Sarai descubren de qué manera murieron todos en el caso 256 cuando eran espíritus invisibles.
Aria Kurenaino  (紅ノ 亞里亞  Kurenaino Aria?)
 Seiyū: Miyuki Sawashiro
Una médium y usuaria de magia negra. Su verdadero nombre es Ria Minase. Su hermano mayor, Takaharu, fallece debido a un error médico cuando le donaba un riñón.   Ella reconoce a Kiryū como su demonio. Tiempo después, aclara que solo fue mera coincidencia que ella lo escuchara cuando se conocieron.
Kiryū Kusakabe  (日下部 吉柳  Kusakabe Kiryuu?)
 Seiyū: Kishō Taniyama
Un hombre misterioso quien por un derrame de escandio hizo que sufriera un percance. Teniendo así que hacerle una cirugía de vida o muerte. Fue allí cuando obtuvo el cerebro del hermano de Aria. Más adelante obtiene el poder de hacerse fantasma y por lo tanto le explica la teoría del tiempo al detective Shun.
Ririka Nishizono  (西園 梨々花  Nishizono Ririka?)
 Seiyū: Mamiko Noto
Una creadora de manga dōjin con la habilidad de predecir el futuro. Es posible que su habilidad de predecir el futuro se debiera al derrame de escandio y obteniendo el privilegio de poder hacerse fantasma.
Shun Moritsuka  (森塚 駿  Moritsuka Shun?)
 Seiyū: Tetsuya Kakihara
Un cosplayer y detective otaku. Prácticamente él descubre todos los secretos de como murieron y cómo regresar a sus cuerpos en el pasado. La técnica consiste en usar una cantidad elevada de ondas electromagnéticas aprovechándolas en sus cuerpos para que el tiempo del alma del ser humano regrese a su cuerpo. Esto se lo explica Kiryū pero de una manera menos compleja a la dicha por él.
Asuna Kisaki  (な さ き  Kisaki Asuna?)
 Seiyū: Satomi Akesaka
Es una agente del FBI que investiga las muertes del caso 256. Se especializa en psicometría (Tocar a los muertos o las pertenencias de los muertos y ver sus recuerdos). Parece tenerle aprecio a Moritsuka, en el anime no cuentan por qué, pero parece que ha pasado algo entre ellos para que ella le tenga tanto aprecio.

## Contenido de la obra

### Novela ligera
Las novelas ligeras son escritas por Chiyomaru Shikura e ilustradas por pako. Overlap Bunko publicó el primer volumen en agosto de 2014.

#### Lista de volúmenes
| Núm. | Fecha de publicación | ISBN                   |
| ---- | -------------------- | ---------------------- |
| 1    | 25 de agosto de 2014 | ISBN 978-4-90686-621-2 |
| 2    | 25 de abril de 2015  | ISBN 978-4-86554-020-8 |

### Manga
Una adaptación a manga por Ganjii empezó su publicación en la revista Good! Afternoon de Kodansha el 7 de octubre de 2015.

#### Volúmenes
| Núm. | Fecha de publicación    | ISBN                   |
| ---- | ----------------------- | ---------------------- |
| 1    | 7 de abril de 2016      | ISBN 978-4-06-388133-2 |
| 2    | 7 de septiembre de 2016 | ISBN 978-4-06-388182-0 |

### Anime
Una adaptación al anime fue anunciada en marzo de 2016, con el reparto del juego repitiendo sus roles para la serie. El anime fue producido por A-1 Pictures, y dirigido por Kyōhei Ishiguro y Miyuki Kuroki, con To-Jumpei Morita manejando la composición de la serie, Tomoaki Takase diseñando los personajes, y Masaru Yokoyama componiendo la música. El opening es "Seisū 3 no Nijō"  (聖数3の二乗?) interpretado por Kanako Itō, mientras que el ending es "Open your eyes" interpretado por Asaka. Ambas canciones fueron escritas por Shikura, y fueron lanzadas el 26 de octubre de 2016. El anime se emitió del 9 de octubre al 25 de diciembre de 2016 en Tokyo MX, ABC, CBC, GTV, GYT y BS11.

#### Lista de episodios
| N.º | Título | Estreno                 |
| --- | --- | ----------------------- |
| 1   | «Mucha gente UNDERWATER» «Takusan no Hito UNDERWATER» (たくさんの人 UNDERWATER) | 9 de octubre de 2016    |
| 2   | «No se tiene el poder de cambiar el destino My Cold Dimension» «Unmei o Kaeru Chikara Nante Nai kara My Cold Dimension» (運命を変える力なんて無いから My Cold Dimension)                    | 16 de octubre de 2016   |
| 3   | «Me pregunto si era una salsa ilusión SHE CRACKED» «Mōsō Datta no Darou ka SHE CRACKED» (妄想だったのだろうか SHE CRACKED)                                                                  | 23 de octubre de 2016   |
| 4   | «El culpable es Yūta Gamon PSYCHO DAISIES» «Han'nin wa Gamon Yūta da PSYCHO DAISIES» (犯人は我聞悠太だ PSYCHO DAISIES)                                                                      | 30 de octubre de 2016   |
| 5   | «Aquí es el nuevo mundo SHE'S LOST CONTROL» «Koko ga Atarashii Sekai Nano ne SHE'S LOST CONTROL» (ここが新しい世界なのね SHE'S LOST CONTROL)                                                | 6 de noviembre de 2016  |
| 6   | «Eres tú SHE TOOK A LONG COLD LOCK» «Anta no Hō Dattan da ne SHE TOOK A LONG COLD LOCK» (アンタの方だったんだね SHE TOOK A LONG COLD LOCK)                                                  | 13 de noviembre de 2016 |
| 7   | «Comienza la proyección The Dream's Dream» «Jōei Kaishi The Dream's Dream» (上映開始 The Dream's Dream)                                                                                     | 20 de noviembre de 2016 |
| 8   | «Finalmente llegó el médico HAPPINESS IS WARM GUN» «Wareware no Tadoritsuita Kyūkyoku no Iryōna noda HAPPINESS IS WARM GUN» (我々のたどり着いた究極の医療なのだ HAPPINESS IS WARM GUN)      | 27 de noviembre de 2016 |
| 9   | «Seguramente el mundo se acaba FUTURE DAYS» «Kitto Sekai wa Owaru ne FUTURE DAYS» (きっと世界は終わるね FUTURE DAYS)                                                                        | 4 de diciembre de 2016  |
| 10  | «Mi yo real ANOTHER GIRL ANOTHER PLANET» «Hontou no Watashi ANOTHER GIRL ANOTHER PLANET» (本当のワタシ ANOTHER GIRL ANOTHER PLANET)                                                         | 11 de diciembre de 2016 |
| 11  | «Debido al gran propósito WE WANT THE AIRWAVES» «Ōinaru Mokuteki no Tame yo WE WANT THE AIRWAVES» (大いなる目的のためよ WE WANT THE AIRWAVES)                                               | 18 de diciembre de 2016 |
| 12  | «Occultic;Nine WE'RE GONNA HAVE A REAL GOOD TIME TOGETHER» «Okarutikku Nain WE'RE GONNA HAVE A REAL GOOD TIME TOGETHER» (オカルティック・ナイン WE'RE GONNA HAVE A REAL GOOD TIME TOGETHER) | 25 de diciembre de 2016 |

### Juego
Una adaptación de las novelas para un juego fue anunciada en marzo de 2015. El juego será desarrollado por 5pb., y se publicara en 2017.